# 萨格奈-圣劳伦斯海洋公园
薩格奈-聖勞倫斯海洋公園（法語：Parc marin du Saguenay-Saint-Laurent）是加拿大三個國家海洋保護區之一，位在薩格奈河與聖勞倫斯河的交界處。它是魁北克省第一個以保護海洋環境為宗旨而設立的國家公園。白鲸等鯨魚常聚集在此進食因河流交匯夾帶的食物，也導致此海洋公園成為熱門的賞鯨地點，讓許多觀光商業活動因此而生。
1990年加拿大聯邦政府同意成立薩格奈-聖勞倫斯海洋公園，並由加拿大公園局（加拿大政府下屬機構）和賽帕克（即魁北克省野外設施管理局，為魁北克省政府下屬機構）聯合管理，海洋公園最終成立於1998年。

## 範圍

海洋公園
薩格奈峽灣國家公園
海洋公園協調區

薩格奈-聖勞倫斯海洋公園位在薩格奈河與聖勞倫斯河兩條河流的交界處，範圍包括大部分的薩格奈峽灣河床以及聖勞倫斯河河口灣北方的一部分。薩格奈峽灣兩岸平行的部分同時屬於薩格納峽灣國家公園。

## 自然環境

### 水生
薩格奈峽灣除了是加拿大最南方的峽灣外，它不同於其他峽灣都直接流入海洋，而是流進聖勞倫斯河，這造就超過300種淡水與鹹水物種居住在此環境之中。
有9種海洋哺乳類經常在公園內被發現，其中港海豹和白鯨（數量約800－1,000隻）兩種全年都居住在保護區內，其他7種灰海豹、豎琴海豹、鼠海豚、小鬚鯨、長鬚鯨、藍鯨、大翅鯨只會在夏季出沒於保護區內的水域。萊斯埃斯庫明斯和泰道沙克之間的海洋條件使磷蝦和浮游生物常集中於此，因此海豹、鯨魚（小鬚鯨、白鯨、長鬚鯨，及藍鯨）和海鳥常被吸引到交匯處覓食，在夏季尤為常見。在薩格奈河和聖勞倫斯河出沒的7種鯨豚及鰭足類物種在高峰期夏季的6月－9月常在保護區出沒。
保護區內有79種魚類被發現，其中有十幾種為淡水物種。居住在淺灘地區的美洲玉筋魚、毛鱗魚、大西洋鯡等魚類位在保護區海洋食物鏈的底層；反之，姥鯊（世界第二大魚類）和小頭睡鯊（世界第二大肉食性鯊魚）等7種鯊魚位在食物鏈頂端。

### 陸生
公園內有150多種鳥類被發現。

## 人類活動
聖勞倫斯河在加拿大的發展歷史上占據重要的位置。至少5,500年前加拿大原住民族就在聖勞倫斯河與薩格奈河的交匯處獵取海洋資源。後來，巴斯克捕鯨者在聖勞倫斯河和薩格奈河上捕殺鯨魚。隨著歐洲毛草商人的到來，歐洲獵人常來此處獵殺鼠海豚。1840年代起，聖勞倫斯河逐漸興起商業航行。

## 外部連結
- 薩格奈–聖勞倫斯海洋公園官方網站 （页面存档备份，存于）
- 加拿大公園局薩格奈-聖勞倫斯海洋公園 （页面存档备份，存于）